# آيت ازدك العليا (آيت إزدك)
آيت ازدك العليا هي إحدى مشيخات المملكة المغربية، تتبع جغرافيا لإقليم ميدلت وإداريًا لآيت إزدك. يقدر عدد سكانها بـ 3727 نسمة حسب الإحصاء الرسمي للسكان والسكنى لسنة 2004.